# Людина з Граубалле

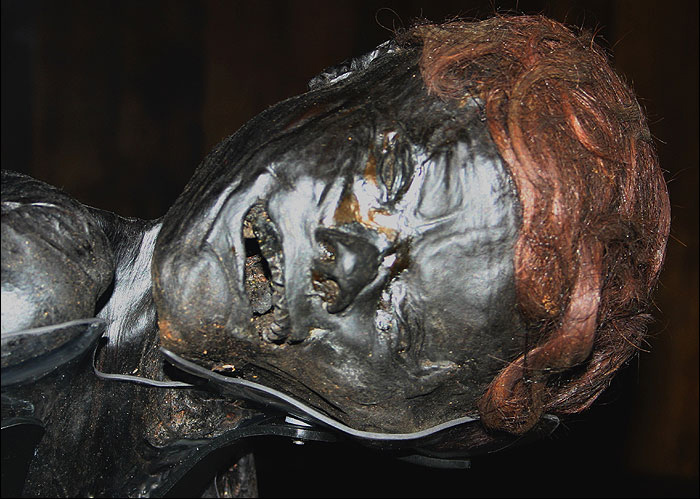
Голова людини з Граубалле

Людина з Граубалле (дан. Grauballemanden) — так назвали одне з найкраще збережених болотяних тіл. Людину було знайдено 26 квітня 1952 року в торф'яному болоті біля Граубалле, що біля Сількеборга в Данії.

## Опис
Тіло людини з Граубалле дуже добре збереглося (на кистях присутні нігті, а на голові — волосся). Лише обличчя дещо деформоване. Судячи з перерізаного від вуха до вуха горла, його було вбито, а потім кинуто в болото. Крім того, виявилося що у нього зламана нога, що за припущенням вчених сталося вже після його загибелі.
Згідно з результатами радіовуглецевого аналізу, людина з Граубалле жила приблизно в той період, що й людина з Толлунда, тобто в епоху залізної доби, і померла близько 290 року до н. е. На момент загибелі йому було близько 30 років. Його одяг зітлів і тому не зберігся. Дослідження травного тракту допомогло визначити склад його їжі — в основному вона складалася з зерен та насіння. Були знайдені й дрібні кістки, що свідчить про те, що незадовго до смерті він їв м'ясо.
В цей час тіло людини з Граубалле виставлено в музеї данського міста Орхус.